# Banfora (tổng)
Banfora là một tổng Comoé (tỉnh) ở phía nam Burkina Faso. Thủ phủ là thị xã Banfora. Theo điều tra dân số năm 1996, tổng này có tổng dân số 88.808 người..

## Các thị xã và làng xã
- Banfora	(58 520 dân) (thủ phủ)
- Bodadiougou	(1 290 dân)
- Bombora	(1 057 dân)
- Diarabakoko	(1 882 dân)
- Diongolo	(2 405 dân)
- Dionouna	(1 312 dân)
- Karfiguela	(890 dân)
- Kitobama	(179 dân)
- Korokora	(304 dân)
- Lemouroudougou	(1 060 dân)
- Marebama	(262 dân)
- Nekanklou	(903 dân)
- Niankar	(1 529 dân)
- Niarebama	(262 dân)
- Siniena	(3 702 dân)
- Sitiena	(1 857 dân)
- Tangora	(2 290 dân)
- Tengrela	(3 908 dân)
- Tiekouna	(108 dân)
- Tionouna	(719 dân)
- Tiempagora	(907 dân)
- Tiontionmana	(217 dân)
- Toumousseni	(3 245 dân)